# Dolichancistrus
Dolichancistrus is een geslacht van straalvinnige vissen uit de familie van de harnasmeervallen (Loricariidae).

## Soorten
- Dolichancistrus atratoensis (Dahl, 1960)
- Dolichancistrus carnegiei (Eigenmann, 1916)
- Dolichancistrus cobrensis (Schultz, 1944)
- Dolichancistrus fuesslii (Steindachner, 1911)
- Dolichancistrus pediculatus (Eigenmann, 1918)
- Dolichancistrus setosus (Boulenger, 1887)